# Дік Тонкс
Дік Тонкс (англ. Dick Tonks, 21 лютого 1951) — новозеландський академічний веслувальник.
Срібний призер Олімпійських Ігор 1972 року в складі розпашної четвірки без стернового.